# Табачное (Джанкойский район)

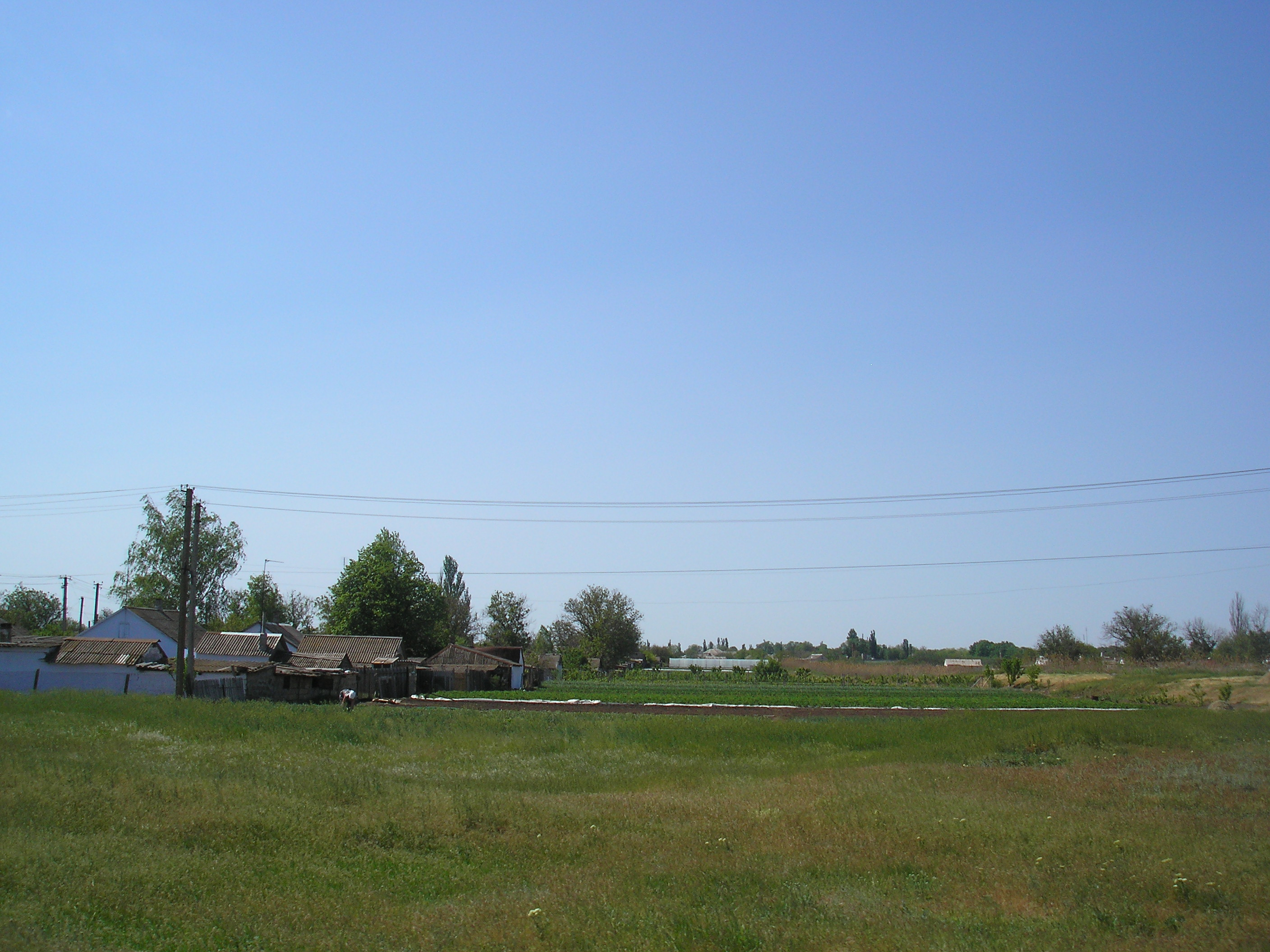

Таба́чное (до 1948 года  Аджи́-Ахма́т; укр. Табачне, крымскотат. Acı Ahmat, Аджы Ахмат) — село в Джанкойском районе Республики Крым, центр Табачненского сельского поселения (согласно административно-территориальному делению Украины — Табачненского сельского совета Автономной Республики Крым).

## Население
| 2001 | 2014  |
| ---- | ----- |
| 1506 | ↘1287 |

Всеукраинская перепись 2001 года показала следующее распределение по носителям языка
| Язык             | Процент |
| ---------------- | ------- |
| русский          | 68.73   |
| крымскотатарский | 19.06   |
| украинский       | 11.16   |
| другие           | 0.8     |

### Динамика численности
| - 1805 год — 78 чел. - 1864 год — 9 чел. - 1889 год — 65 чел. - 1892 год — 36 чел. - 1900 год — 172 чел. - 1905 год — 149 чел. | - 1915 год — 83/99 чел. - 1926 год — 163 чел. - 1939 год — 376 чел. - 1989 год — 1314 чел. - 2001 год — 1506 чел. - 2014 год — 1287 чел. |

## Современное состояние
На 2017 год в Табачном числится 16 улиц; на 2009 год, по данным сельсовета, село занимало площадь 175,1 гектара на которой, в 487 дворах, проживало более 1,3 тысячи человек. В селе действуют средняя общеобразовательная школа, детский сад «Солнышко», дом культуры, библиотека, стадион, амбулатория общей практики семейной медицины, отделение Почты России, церковь Сретения Господня. Табачное связано автобусным сообщением с райцентром, городами Крыма и соседними населёнными пунктами.

## География
Табачное — село в восточной части района, в степном Крыму, на берегу правого притока впадающей в Сиваш безымянной речки (сейчас — коллектор Северо-Крымского канала), высота центра села над уровнем моря — 18 м. Соседние сёла: Светлое в 3,5 км на северо-восток, Хлебное в 2,8 км на север и пгт Азовское примерно в 5 километрах, там же ближайшая железнодорожная станция — Азовская (на линии Джанкой — Феодосия). Расстояние до райцентра — около 27 километров (по шоссе). Транспортное сообщение осуществляется по региональной автодороге 35Н-169 Азовское — Стефановка (по украинской классификации — С-0-10445).

## История
Первое документальное упоминание села встречается в Камеральном Описании Крыма… 1784 года, судя по которому, в последний период Крымского ханства в Насывский кадылык Карасубазар ского каймаканства входили 2 деревни: Гаджи Аймат и Эрги Гаджи Аймат, в дальнейшем фигурирующих, как одна.
После присоединения Крыма к России (8) 19 апреля 1783 года, (8) 19 февраля 1784 года, именным указом Екатерины II сенату, на территории бывшего Крымского Ханства была образована Таврическая область и деревня была приписана к Перекопскому уезду. После Павловских реформ, с 1796 по 1802 год, входила в Перекопский уезд Новороссийской губернии. По новому административному делению, после создания 8 (20) октября 1802 года Таврической губернии, Ильгери-Аджи-Ахмат был включён в состав Таганашминской волости Перекопского уезда.
По Ведомости о всех селениях в Перекопском уезде состоящих с показанием в которой волости сколько числом дворов и душ… от 21 октября 1805 года, в деревне Илгеры-Аджи-Ахмат числилось 11 дворов и 78 жителей крымских татар. На военно-топографической карте генерал-майора Мухина 1817 года деревня Алгери найман обозначена с теми же 11 дворами. После реформы волостного деления 1829 года Ильгери Аджи-Акмат, согласно «Ведомости о казённых волостях Таврической губернии 1829 года» отнесли к Башкирицкой волости. На карте 1836 года в деревне 11 дворов. Затем, видимо, вследствие эмиграции крымских татар деревня заметно опустела и на карте 1842 года Ильгеры-Аджи-Акмат обозначен условным знаком «малая деревня», то есть, менее 5 дворов.
В 1860-х годах, после земской реформы Александра II, деревню включили в состав Владиславской волости. В «Списке населённых мест Таврической губернии по сведениям 1864 года», составленном по результатам VIII ревизии 1864 года, Ахмат — владельческая татарская деревня с 1 двором, 9 жителями и мечетью при колодцах. По обследованиям профессора А. Н. Козловского начала 1860-х годов, на хуторе Эльгеры-Аджи-Ахмат вода в колодцах глубиной 3—5 саженей (6—10 м) была частью пресная, а чаще солёная. Согласно «Памятной книжке Таврической губернии за 1867 год», деревня Эльгары Аджи Акмат была покинута жителями в 1860—1864 годах, в результате эмиграции крымских татар, особенно массовой после Крымской войны 1853—1856 годов, в Турцию и оставалась в развалинах. Если на трехверстовой карте 1865 года деревня ещё обозначена, то на карте, с корректурой 1876 года её уже нет.
После того, как 4 июня 1871 года Александром II были высочайше утверждены Правила об устройстве поселян-собственников (бывших колонистов)…, была образована немецкая Эйгенфельдская волость, к которой приписали возрождённую, видимо, крымскими немцами, деревню, хотя, согласно энциклопедическому словарю «Немцы России», село Гринфельд, или Аджи-Ахмат немецкий, было основано только в 1897 году.
Уже в «Памятной книге Таврической губернии 1889 года», составленной по результатам Х ревизии 1887 года, в Элгери-Аджи-Ахмате числилось 12 дворов и 65 жителей.

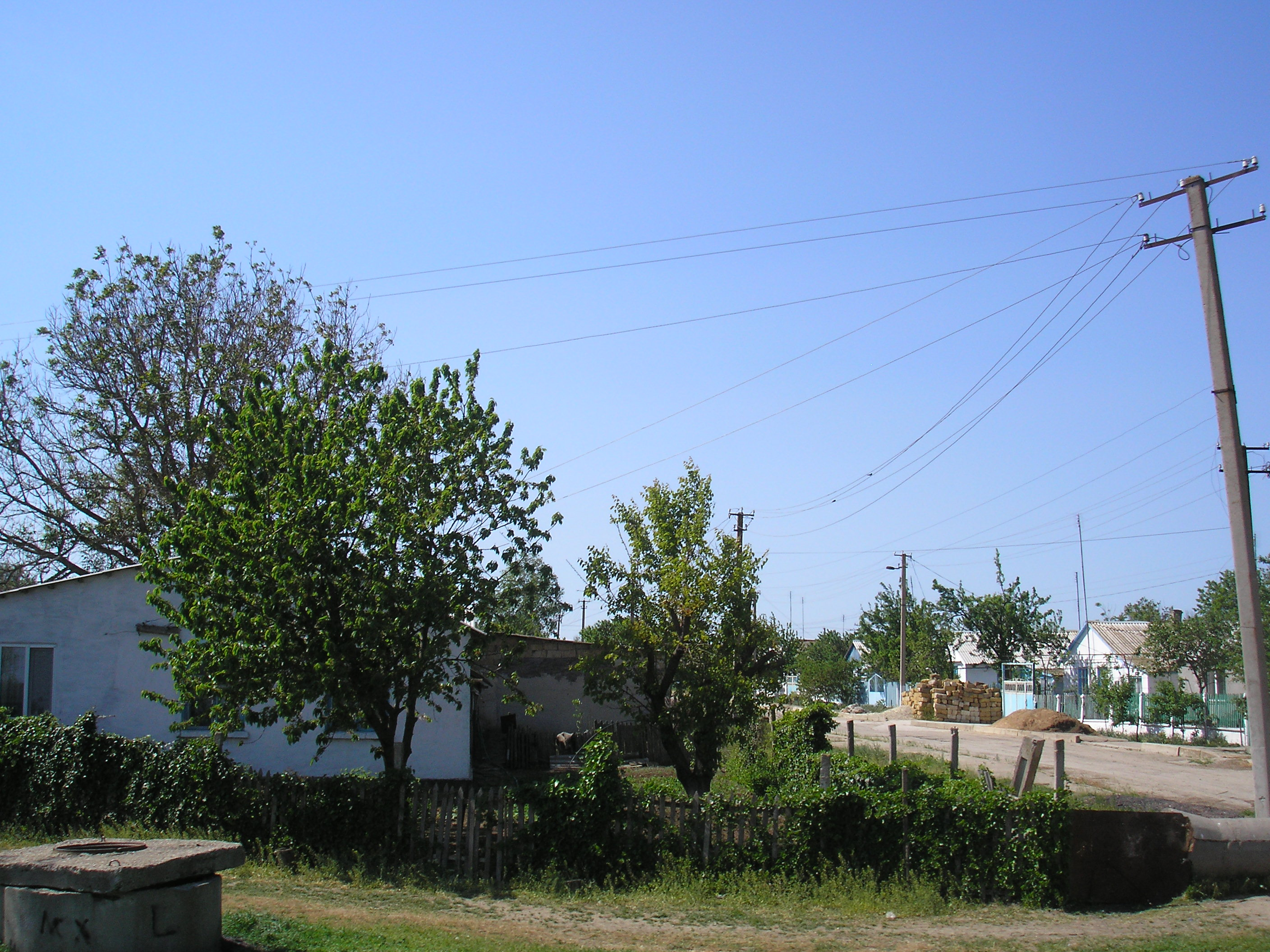

После земской реформы 1890 года деревню отнесли к Ак-Шеихской волости. Согласно «…Памятной книжке Таврической губернии на 1892 год», в деревне Аджи-Ахмат, не входившей ни в одно сельское общество, числилось 36 жителей в 5 домохозяйствах. С 1897 года ведется история евангелистско — лютеранского села Гринфельд, основанного выходцами из бердянских колоний.
По «…Памятной книжке Таврической губернии на 1900 год» уже в селе Аджи-Ахмат числилось 172 жителя в 17 дворах, в 1905 году, согласно энциклопедическому словарю «Немцы России» — 149. По Статистическому справочнику Таврической губернии. Ч.II-я. Статистический очерк, выпуск пятый Перекопский уезд, 1915 год, в селе Аджи-Ахмат (немецкий) Ак-Шеихской волости Перекопского уезда числилось 8 дворов (все дворы с землёй) с немецким населением в количестве 83 человек приписных жителей и 99 — «посторонних», из которых 103 мужчины и 79 женщин. Жители владели 2039 десятинами удобной земли. В хозяйствах имелось 218 лошадей, 72 вола, 15 коров и 60 голов мелкого скота.
После установления в Крыму Советской власти, по постановлению Крымревкома от 8 января 1921 года № 206 «Об изменении административных границ» была упразднена волостная система и в составе Джанкойского уезда был создан Джанкойский район. В 1922 году уезды преобразовали в округа. 11 октября 1923 года, согласно постановлению ВЦИК, в административное деление Крымской АССР были внесены изменения, в результате которых округа были ликвидированы, основной административной единицей стал Джанкойский район и село включили в его состав. Согласно Списку населённых пунктов Крымской АССР по Всесоюзной переписи 17 декабря 1926 года, в селе Аджи-Ахмат Акшеихского сельсовета Джанкойского района, числилось 33 двора, из них 29 крестьянских, население составляло 163 человека. В национальном отношении учтено: 153 немца, 8 русских, 2 украинца, действовала немецкая школа. В 1930 году в селе была организована сельхозартель «Гринфельд», которая в этом же году объединилась с артелью «Батрак» (село Фёдоровка) в сельхозартель «Крымская семенная» с центром в Аджи-Ахмате, которая в 1931 году была преобразована в колхоз «1040». Постановлением КрымЦИКа от 15 сентября 1930 года был вновь создан Биюк-Онларский район (указом Президиума Верховного Совета РСФСР № 621/6 от 14 декабря 1944 года переименованный в Октябрьский), теперь как немецкий национальный, в который включили село. После образования в 1935 году Колайского района (переименованного указом ВС РСФСР № 621/6 от 14 декабря 1944 года в Азовский) село включили в его состав. По данным всесоюзной переписи населения 1939 года в селе проживало 376 человек. Вскоре после начала Великой Отечественной войны, 18 августа 1941 года крымские немцы были выселены, сначала в Ставропольский край, а затем в Сибирь и северный Казахстан, к тому времени жителей было 128 человек.
Во время Великой Отечественной войны, на фронтах сражались многие жители Аджи-Ахмата, 87 из них погибли. В их честь в 1983 году в центре села установлен памятный знак — вертикальная стела сложной формы на постаменте с бетонным рельефом, изображающим шесть воинов Красной армии в военной форме на фоне орудий и развевающихся знамён (автор неизвестен). Ниже расположена мемориальная доска со списком фамилий с инициалами павших жителей села. Постановлением Совета министров Республики Крым № 627 от 20 декабря 2016 года памятник отнесён к категории объектов культурно-исторического наследия России регионального значения.
После освобождения Крыма от фашистов в апреле, 12 августа 1944 года было принято постановление № ГОКО-6372с «О переселении колхозников в районы Крыма» и в сентябре 1944 года в Азовский район Крыма приехали первые новоселы (162 семьи) из Житомирской области, а в начале 1950-х годов последовала вторая волна переселенцев из различных областей Украины. С 25 июня 1946 года Аджи Ахмат в составе Крымской области РСФСР. В 1947 году местный колхоз переименован в «Путь Ильича».
Указом Президиума Верховного Совета РСФСР от 18 мая 1948 года, Аджи Ахмат переименовали в Табачное. 26 апреля 1954 года Крымская область была передана из состава РСФСР в состав УССР. На 15 июня 1960 года село числилось в составе Новосельцевского сельсовета.
Указом Президиума Верховного Совета УССР «Об укрупнении сельских районов Крымской области», от 30 декабря 1962 года Азовский район был упразднён и село присоединили к Джанкойскому. По данным переписи 1989 года в селе проживало 1314 человек. В 1992 году колхоз был преобразован в паевое коллективное хозяйство (ПКХ) «Заря», которое в 2006 году было реорганизовано в Агроцех № 65 ООО «Мелитопольский металлургический комбинат имени Ильича». До 1988 года село входило в Майский сельсовет, 8 февраля 1988 года был образован Табачненский. С 12 февраля 1991 года село в восстановленной Крымской АССР, 26 февраля 1992 года переименованной в Автономную Республику Крым. С 21 марта 2014 года в составе Крыма аннексировано Россией.